# Autovía de la Barranca

Señal de confirmación de la autopista A-10

La autovía de la Barranca o A-10 (cooficialmente, en euskera, Sakanako autobia) es una autovía navarra que conecta las localidades de Irurzun y Alsasua, y, a mayor escala, las ciudades de Pamplona y Vitoria, empleando para ello también las autovías A-1 y AP-15. Fue construida por el Gobierno de Navarra entre los años 1990 y 1997 sobre el antiguo trazado de la carretera N-240-A, que forma parte de la ruta N-240 entre Tarragona y Bilbao. Debe su nombre a la comarca navarra de la Barranca. 
Con la apertura de la A-636 entre Beasáin y Vergara, esta autovía se consolida también como parte de la ruta entre Pamplona y Bilbao que, a mayor escala, constituirá el llamado Corredor subpirenaico, uniendo así el mar Cantábrico en Bilbao o San Sebastián con el mar Mediterráneo en Tarragona, Barcelona o Gerona pasando por Pamplona, Huesca y Lérida, empleando las autovías A-15, A-10, A-21, A-23, A-22, A-27 y A-2.
Recientemente, el Gobierno de Navarra ha destinado una partida presupuestaria para la conservación, entre otras, de esta autovía, por lo que la práctica totalidad de las señales horizontales han sido renovadas.

## Tramos
| Denominación | Tramo | Longitud    | Año servicio                                                 |
| ------------ | --- | ----------- | ------------------------------------------------------------ |
| A-10         | Irurzun - Irañeta Tramo: Nudo de Irurzun AP-15 - Echarren Este Tramo provisional: Echarren Este - Yábar Tramo provisional: Yábar - Irañeta Tramo completo: Echarren Este - Irañeta | 2,5 4 3,5 7 | 1992 1 carril por sentido: 1992 2 carriles por sentido: 1993 |
| A-10         | Irañeta - Lacunza Este | 5,1         | 1993                                                         |
| A-10         | Lacunza Este - Alsasua Tramo: Lacunza Este - Bacáicoa Tramo: Bacáicoa - Urdiáin Tramo: Urdiáin - Nudo de Alsasua A-1                                                               | 7,9 4 2     | 1995                                                         |
| A-10         | Nudo de Alsasua A-1 (Alsasua) | 1,1         | 1997                                                         |

## Recorrido
| Velocidad | Esquema | Carriles (ascendente) | Salida | Sentido Alsasua (ascendente)                  | Sentido Irurzun (descendente)                        | Carriles (descendente) | Notas                                                           |
| --------- | ------- | --------------------- | ------ | --------------------------------------------- | ---------------------------------------------------- | ---------------------- | --------------------------------------------------------------- |
|           |         |                       | 0      |                                               | AP-15 Pamplona A-15 Irurzun Lecumberri San Sebastián |                        | Bayona seguir A-15 San Sebastián Zaragoza seguir AP-15 Pamplona |
|           |         |                       | 2-3    | NA-2410 Echarren Ecay Zuazu                   | NA-2410 Echarren Ecay Zuazu                          |                        | Echeverri Eguiarreta Madoz Odériz seguir NA-2410 Echarren       |
|           |         |                       | 4      | NA-2410 Satrústegui Villanueva de Araquil     | NA-2410 Satrústegui Villanueva de Araquil            |                        |                                                                 |
|           |         |                       | 5      | Área de Servicio de Villanueva de Araquil     | Área de Servicio de Villanueva de Araquil            |                        |                                                                 |
|           |         |                       | 7      | NA-2410 Yábar                                 | NA-2410 Yábar                                        |                        |                                                                 |
|           |         |                       | 9      | NA-7563 Irañeta                               | NA-7563 Irañeta                                      |                        |                                                                 |
|           |         |                       | 11 4 m | NA-7517 Huarte-Araquil                        | NA-7517 Huarte-Araquil                               |                        |                                                                 |
|           |         |                       | 12     | NA-2410 Huarte-Araquil Huarte-Araquil Zamarce | NA-2410 Huarte-Araquil Huarte-Araquil Zamarce        |                        | Aralar seguir NA-2410 Zamarce                                   |
|           |         |                       | 13-14  | NA-7103 Arruazu                               | NA-7103 Arruazu                                      |                        |                                                                 |
|           |         |                       | 14     | Área de Servicio de Lacunza                   |                                                      |                        |                                                                 |
|           |         |                       | 15-16  | NA-2410 Lacunza                               | NA-2410 Lacunza                                      |                        |                                                                 |
|           |         |                       | 17-18  | NA-2410 Arbizu                                | NA-2410 Arbizu                                       |                        | Unanu Dorrao Lizarragabengoa seguir NA-7100 Arbizu              |
|           |         |                       | 19-20  | NA-120 Echarri-Aranaz Beasáin Estella Andia   | NA-120 Echarri-Aranaz Beasáin Estella Andia          |                        | Lizarraga seguir NA-120 Estella                                 |
|           |         |                       | 21     | NA-2410 Echarri-Aranaz Bacáicoa               | NA-2410 Echarri-Aranaz Bacáicoa                      |                        |                                                                 |
|           |         |                       | 24     | NA-2410 Bacáicoa Iturmendi                    | NA-2410 Bacáicoa Iturmendi                           |                        |                                                                 |
|           |         |                       | 26     | NA-2410 Urdiáin                               | NA-2410 Urdiáin                                      |                        |                                                                 |
|           |         |                       | 28     | NA-2410 Alsasua                               | NA-2410 Alsasua                                      |                        |                                                                 |
|           |         |                       | 29a    | A-1 San Sebastián                             |                                                      |                        | Bilbao (por A-636 ) seguir A-1 San Sebastián                    |
|           |         |                       | 29b    | NA-7183 Olazagutía Urbasa                     |                                                      |                        | Zudaire Estella seguir NA-7183 Olazagutía                       |
|           |         |                       | 29c    | A-1 Vitoria Burgos Madrid                     |                                                      |                        | Bilbao (por AP-68 ) seguir A-1 Vitoria                          |

## Tramos sensibles
En general nunca suele haber grandes atascos en esta autovía al no conectar directamente con ninguna ciudad.

## Turismo
Pese a su corta longitud, cerca de la autovía se pueden visitar estos lugares:

### Monumentos
- 12    Monasterio de Zamarce

### Lugares naturales
- 12    Sierra de Aralar  (seguir   Zamarce )
- 19-20    Sierra de Andia
- 29b    Sierra de Urbasa